# Equipo Argentino de Antropología Forense
L'Equipo Argentino de Antropología Forense (Equip Argentí d'Antropologia Forense, o "EAAF") és una organització no governamental argentina sense ànim de lucre científica. Va ser creada el 1986 per la iniciativa de diverses organitzacions de drets humans amb l'objectiu de desenvolupar tècniques d'antropologia forense per a ajudar a localitzar i identificar els argentins que havien  desaparegut durant el període de la "Guerra Bruta" de 1976 a 1983 durant la dictadura militar. Des de llavors, els membres de l'equip han dut a terme treballs de camp en altres 30 països, incloent Bòsnia i Hercegovina, Angola, el Timor Oriental, la Polinèsia Francesa, Croàcia i Sud-àfrica.
En particular, l'EAAF va adquirir renom a tot el món mitjançant la identificació de les recialles de Che Guevara, que es trobaven a Bolívia.